# Sassuolo
Sassuolo är en stad och kommun i provinsen Modena i regionen Emilia-Romagna i norra Italien. Kommunen hade 40 918 invånare (2018) och gränsar till kommunerna Casalgrande, Castellarano, Fiorano Modenese, Formigine, Prignano sulla Secchia och Serramazzoni.
Fotbollsklubben US Sassuolo Calcio är från staden.

## Kända personer födda i Sassuolo
- Vittorio Messori, författare
- Nek, sångare
- Camillo Ruini, kardinal
- Caterina Caselli, sångerska och musikproducent